# Pauini
Pauini is een gemeente in de Braziliaanse deelstaat Amazonas. De gemeente telt 19.111 inwoners (schatting 2009).
De gemeente grenst aan Boca do Acre, Envira, Lábrea en Itamarati.